# 福本友美子
福本 友美子（ふくもと ゆみこ、1951年 - ）は、東京都出身の児童図書研究家、翻訳家。

## 経歴
1951年、東京都生まれ。慶應義塾大学文学部図書館・情報学科を卒業後、調布市立図書館に司書として6年間勤務、主に児童サービスに携わる。1980年よりフリーで選定・批評・編集・翻訳など、子どもの本に関するさまざまな分野で活動を始める。2000年5月の国際子ども図書館の部分開館時、JBBY（日本国際児童図書評議会）での研究をもとに「子どもの本・翻訳の歩み展」展覧会 に実行委員として参加。『子どもの本・翻訳の歩み展展示会目録ー国際子ども図書館開館記念』 の出版に携わる。また2004年にはケニアの村に図書館をつくるプロジェクトに参加、ケニア現地での図書館開館に立ち会った。この図書館作りに携わった有志で「アフリカ子どもの本プロジェクト」を立ち上げ（発起人の一人）、継続して活動にあたっている。厚生労働省社会保障審議会委員、国立国会図書館国際子ども図書館非常勤調査員、およびJBBYの理事を勤めながら、立教大学では社会教育課程の児童サービス論の講義を行っていた。。現在は、英語圏の児童図書を翻訳するかたわら、各地で⼦どもの読書に関する講演を⾏い、⼦どもたちへの読書活動の普及につとめる。 

## 受賞歴等

### 受賞歴
- 2002年 第3回ゲスナー賞 銀賞[7] - 『子どもの本の歴史 ー 写真とイラストでたどる』ピーター・ハント/編、さくまゆみこ、福本 友美子、こだまともこ/共訳、柏書房、2001.10、ISBN 4760121404
- 2010年 第16回日本絵本賞翻訳絵本賞[8] - 『ひみつだから！』ジョン・バーニンガム/作、福本友美子/訳、岩崎書店、2010.2、ISBN 978-4265068227
- 2016年 第63回産経児童出版文化賞 翻訳作品賞[9] - 『いもうとガイドブック』ポーラ・メトカーフ/文、スザンヌ・バートン/絵、福本友美子/訳、少年写真新聞社、2015.5、ISBN 978-4879815200

### 課題図書等
- 2006年 第52回青少年読書感想文全国コンクール 課題図書 小学校中学年[10] - 『ダニエルのふしぎな絵』バーバラ・マクリントック/作、福本友美子/訳、ほるぷ出版、2005.9、ISBN 978-4593504435
- 2008年 第41回夏休みの本（緑陰図書）⼩学校低学年 - 『としょかんライオン』ミシェル・ヌードセン/作、福本友美⼦/訳、岩崎書店、2007、ISBN 978-4-265-06817-3
- 2011年 第44回夏休みの本（緑陰図書）小学校中学年[11] - 『マグナス・マクシマス、なんでもはかります』キャスリーン・Ｔ・ペリー/文、S・D・シンドラー/絵、福本友美子/訳、光村教育図書、2010.8、ISBN 978-4895728126
- 2014年 第60回青少年読書感想文コンクール課題図書 小学校低学年[12] - 『ミルクこぼしちゃだめよ！』スティーヴン・デイヴィーズ/文、クリストファー・コー/絵、福本友美子/訳、ほるぷ出版、2013.7、ISBN 9784593505517
- 2019年 第52回 夏休みの本（緑陰図書）小学校低学年[13] - 『はつめいだいすき』ピップ・ジョーンズ/文、サラ・オギルヴィー/絵、福本友美子/訳、BL出版、2018.5、ISBN 978-4776408451
- 2020年 第64回西日本読書感想画コンクール課題図書 小学校低学年[14] - 『まっていたてがみ』セルジオ・ルッツィア/文、福本友美子/訳、光村教育図書、 2015.1、ISBN 978-4-89572-882-9

## 主な翻訳リスト

### 物語絵本
- 『あたしもびょうきになりたいな！』フランツ=ブランデンベルク/文、アリキ=ブランデンベルク/絵、偕成社、1983、ISBN 4-03-201290-3
- こぐまのブリンキー アニー=ウエスト/作、偕成社
  - 『おやすみブリンキー』1992、ISBN 4-03-121110-4
  - 『もうあさかな？』1992、ISBN 4-03-121120-1
  - 『ブリンキーのたのしいひ』1992、ISBN 4-03-121130-9

- 『いぬおことわり！』マーガレット・ワイズ・ブラウン/文、H・A・レイ/絵、偕成社、1997、ISBN 4-03-327720-X
- 『チキン・サンデー』パトリシア・ポラッコ/作、アスラン書房、1997、ISBN 4-900656-20-8
- 『リディアのガーデニング』サラ・スチュワート/文、デイビッド・スモール/絵、アスラン書房、1999、ISBN 4-900656-30-5
- 『おぎょうぎのよいペンギンくん』マーガレット・ワイズ・ブラウン/文、H・A・レイ/絵、偕成社、2000、ISBN 4-03-327790-0
- 『ぼうしの上にまたぼうし』ローラ・ゲリンジャー/文、アーノルド・ローベル/絵、文化出版局、2003、ISBN 4-579-40422-X
- 『むしゃくしゃかぞく』ラッセル・ホーバン/文、リリアン・ホーバン/絵、あすなろ書房、2003、ISBN 4-7515-1893-3
- 『ヌードル』マンロー・リーフ/文、ルドウィッヒ・ベーメルマンス/絵、岩波書店、2003、ISBN 4-00-115158-8
- 『エリザベスは本の虫』サラ・スチュワート/文、デイビッド・スモール/絵、アスラン書房、2003、ISBN 4-900656-35-6
- 『ジャイアント・ジョン』アーノルド・ローベル/作、文化出版局、2004、ISBN 4-579-40427-0
- 『ダニエルのふしぎな絵』バーバラ・マクリントック/作、ほるぷ出版、2005、ISBN 4-593-50443-0
- 『ハンダのびっくりプレゼント』アイリーン・ブラウン/作、光村教育図書、2006、ISBN 4-89572-651-7
- 『ベルのともだち』サラ・スチュワート/文、デイビッド・スモール/絵、アスラン書房、2006、ISBN 4-900656-45-3
- 『シモンのおとしもの』バーバラ・マクリントック/作、あすなろ書房、2007、ISBN 978-4-7515-2500-5
- 『としょかんライオン』ミシェル・ヌードセン/文、ケビン・ホークス/絵、岩崎書店、2007、ISBN 978-4-265-06817-3
- 『ハンダのめんどりさがし』アイリーン・ブラウン/作、光村教育図書、2007、ISBN 978-4-89572-663-4
- 『そんなこともあるかもね』アヴィ/文、マージョリー・プライスマン/絵、フレーベル館、2007、ISBN 978-4-577-03444-6
- 『ペンギンのルーちゃん』メラニー・ワット/作、小学館、2007、ISBN 978-4-09-726256-5
- 『そのまたまえには』アラン・アルバーグ/文、ブルース・イングマン/絵、小学館、2007、ISBN 978-4-09-726282-4
- 『ケーキやさんのゆうれい』ジャクリーン・K・オグバン/文、マージョリー・プライスマン/絵、フレーベル館、2007、ISBN 978-4-577-03449-1
- 『こわがりやのクリス だっしゅつだいさくせん』メラニー・ワット/作、ブロンズ新社、2008、ISBN 978-4-89309-437-7
- 『こわがりやのクリス ともだちだいさくせん』メラニー・ワット/作、ブロンズ新社、2008、ISBN 978-4-89309-446-9
- 『ドロレスとダンカン もっとりっぱなネコがきた！』バーバラ・サミュエルズ/作、さ・え・ら書房、2008、ISBN 978-4-378-04121-6
- 『えんぴつくん』アラン・アルバーグ/文、ブルース・イングマン/絵、小学館、2008、ISBN 978-4-09-726347-0
- 『ゆきのうえのあしあと』ウォン・ハーバート・イー/作、ひさかたチャイルド、2008、ISBN 978-4-89325-725-3
- 『ねえ、ほんよんで！』レイン・マーロウ/作、徳間書店、2009.1、ISBN 978-4-19-862663-1
- 『たすけて！』ホリー・ケラー/作、光村教育図書、2009、ISBN 978-4-89572-685-6
- 『ないしょのおともだち』ビバリー・ドノフリオ/文、バーバラ・マクリントック/絵、ほるぷ出版、2009、ISBN 978-4-593-50507-4
- 『ひみつだから！』ジョン・バーニンガム/作、岩崎書店、2010、ISBN 978-4-265-06822-7
- 『マグナス・マクシマス、なんでもはかります』キャスリーン・T・ペリー/文、S・D・シンドラー/絵、光村教育図書、	2010、ISBN 978-4-89572-812-6
- デイヴィッド・ウォーカーの絵本 デイヴィッド・ウォーカー/絵、岩崎書店
  - くまちゃんシリーズ シャーリー・パレントー/文
    - 『おすわりくまちゃん』2010、ISBN 978-4-265-06828-9
      - 『おすわりくまちゃん』（ぬいぐるみ付）2013.11、ISBN 9784265825059
      - 『おすわりくまちゃん』（ボードブック）2015、ISBN 978-4-265-85092-1

    - 『おやすみくまちゃん』2012、ISBN 978-4-265-85024-2
      - 『おやすみくまちゃん』（ぬいぐるみ付）2013.11、ISBN 9784265825066
      - 『おやすみくまちゃん』（ボードブック）2015、ISBN 978-4-265-85093-8

    - 『おふろのくまちゃん』2013、ISBN 978-4-265-85044-0
      - 『おふろのくまちゃん』（ぬいぐるみ4体付）2013.11、ISBN 9784265825073

    - 『おめでとうくまちゃん』2014、ISBN 978-4-265-85072-3
      - 『おめでとうくまちゃん』（ぬいぐるみ4体付）2015、ISBN 978-4-265-82511-0

    - 『おんがくたいくまちゃん』2015、ISBN 978-4-265-85090-7
    - 『おおゆきくまちゃん』2016、ISBN 978-4-265-85101-0
    - 『おはなみくまちゃん』2018、ISBN 978-4-265-85121-8
    - 『ハロウィーンくまちゃん』岩崎書店、2019、ISBN 978-4-265-85159-1

  - うさぎの親子シリーズ フィリス・ゲイシャイトー/文
    - 『だいすき ぎゅっ ぎゅっ』ミム・グリーン/文、2012、ISBN 978-4-265-85037-2
      - 『だいすき ぎゅっ ぎゅっ（ギフトセット）』2016、ISBN 978-4-265-82514-1

    - 『おふろで じゃぶ じゃぶ』2014、ISBN 978-4-265-85071-6
    - 『おひるねしましょ』2017、ISBN 978-4-265-85110-2
    - 『おでかけ おでかけ』2019、ISBN 978-4-265-85154-6

  - 『ねんねん ねむねむ おやすみね』ジェニファー・バーン/文、2013、ISBN 978-4-265-85048-8
  - 『あなたのママはね』ケリー・ベネット/文、2014、ISBN 978-4-265-85055-6
  - 『おおきくなりたいの』マーガリータ・エングル/文、2014、ISBN 978-4-265-85064-8
  - 『こっちへおいで、あそぼうよ』ヴィクトリア・アドラー/文、2015、ISBN 978-4-265-85083-9
  - 『こいぬがいっぱいわんわんわん！』スーザン・メイヤーズ/文、2015、ISBN 978-4-265-85074-7
  - 『こねこがいっぱいにゃんにゃんにゃん！』スーザン・メイヤーズ/文、2015、ISBN 978-4-265-85075-4
  - どうぶつたちのシリーズ アン・ウィットフォード・ポール/⽂、
    - 『どうぶつたちのおやすみなさい』2015、ISBN 978-4-265-85088-4
    - 『どうぶつたちのクリスマスって？』2018、ISBN 978-4-265-85139-3
    - 『どうぶつたちのだいすきって？』2019、ISBN 978-4-265-85140-9
    - 『どうぶつたちのがっこうって? 』2020.3、ISBN 978-4265851553

  - 『こばとちゃんとあひるちゃん』デイヴィッド・マーティン/文、2016.1、ISBN 978-4-265-85095-2
  - 『こばとちゃんとあひるちゃんきょうはあめふり』デイヴィッド・マーティン/文、2016.5、ISBN 978-4-265-85096-9
  - 『よるのおさんぽ』リリー・ロスコウ/文、2016、ISBN 978-4-265-85069-3

- 『どろんこのおともだち』バーバラ・マクリントック/作、ほるぷ出版、2010、ISBN 978-4-593-50523-4
- 『ひよこのアーサーがきえた！』ナサニエル・ベンチリー/文、アーノルド・ローベル/絵、文化出版局、2010、ISBN 978-4-579-40445-2
- 『ねえシルビー なあに？トルー』デイヴィッド・マクフェイル/作、冨山房、2010、ISBN 978-4-572-00372-0
- 『シモンのアメリカ旅行』バーバラ・マクリントック/作、あすなろ書房、2010、ISBN 978-4-7515-2542-5
- 『どうして十二支にネコ年はないの？』ドリス・オーゲル/文、メイロ・ソー/絵、徳間書店、2010、ISBN 978-4-19-863092-8
- 『ちいさなちいさなおんなのこ』フィリス・クラシロフスキー/文、ニノン/絵、福音館書店、2011、ISBN 978-4-8340-2562-0
- 『さあ、とんでごらん！』サイモン・ジェームズ/作、岩崎書店、2011、ISBN 978-4-265-85017-4
- 『たったひとつのねがいごと』	バーバラ・マクリントック/作、ほるぷ出版、2011、ISBN 978-4-593-50534-0
- 『アマンディーナ』セルジオ・ルッツィア/作、光村教育図書、2012、ISBN 978-4-89572-841-6
- 『もっかい！』エミリー・グラヴェット/作、フレーベル館、2012、ISBN 978-4-577-04006-5
- はたらく くるまたち シェリー・ダスキー・リンカー/文、ひさかたチャイルド
  - 『おやすみ、はたらくくるまたち』トム・リヒテンヘルド/絵、2012、ISBN 978-4-89325-749-9
    - 『おやすみ、はたらくくるまたち（ボードブック）』トム・リヒテンヘルド/絵、2016、ISBN 978-4-86549-078-7

  - 『よるのきかんしゃ、ゆめのきしゃ』トム・リヒテンヘルド/絵、2013.8、ISBN 978-4-89325-991-2
    - 『よるのきかんしゃ、ゆめのきしゃ（ボードブック）』トム・リヒテンヘルド/絵、2016.8、ISBN 978-4-86549-079-4

  - 『おはよう、はたらくくるまたち』トム・リヒテンヘルド/絵、2012.9、ISBN 978-4-86549-100-5
    - 『おはよう、はたらくくるまたち（ボードブック）』トム・リヒテンヘルド/絵、2019.8、ISBN 978-4-86549-183-8

  - 『ショベルカーの123（ボードブック）』イーサン・ロング/絵、2018、ISBN 978-4-86549-152-4
  - 『ダンプカーのいろいろいろ（ボードブック）』イーサン・ロング/絵、2018.9、 ISBN 978-4865491517
  - 『はたらくくるまたちのクリスマス』AG・フォード/絵、2019、ISBN 978-4865492033
  - 『はたらくくるまたちとちいさなステアちゃん』AG・フォード/絵、2020.4、ISBN 978-4-86549-185-2
  - 『はたらくくるまたちのかいたいこうじ』AG・フォード/絵、2020.1、ISBN 978-4865492231

- 『小さなミンディの大かつやく』エリック・A・キメル/文、バーバラ・マクリントック/絵、ほるぷ出版、2012、ISBN 978-4-593-50544-9
- 『イソップのおはなし』バーバラ・マクリントック/再話・絵、岩波書店、2013、ISBN 978-4-00-111236-8
- 『もう、おおきいからなかないよ』ケイト・クライス/文、M・サラ・クライス/絵、徳間書店、2013、ISBN 978-4-19-863566-4
- 『さかさまになっちゃうの』クレア・アレクサンダー/作、BL出版、2013、ISBN 978-4-7764-0564-1
- 『おばあちゃんのひみつのあくしゅ	』ケイト・クライス/文、M・サラ・クライス/絵、徳間書店、2013、ISBN 978-4-19-863612-8
- 『ミルクこぼしちゃだめよ！』スティーヴン・デイヴィーズ/文、クリストファー・コー/絵、ほるぷ出版、2013、ISBN 978-4-593-50551-7
- 『おひめさまとカエルさん』ハーヴ＆ケーテ・ツェマック/文、マーゴット・ツェマック/絵、岩波書店、2013、ISBN 978-4-00-115403-0
- 『さみしかった本』ケイト・バーンハイマー/文、クリス・シーバン/絵、岩崎書店、2013、ISBN 978-4-265-85025-9
- 『ときめきのへや』セルジオ・ルッツィア/作、講談社、2013、ISBN 978-4-06-283072-0
- 『ナースになりたいクレメンタイン』	サイモン・ジェームズ/作、岩崎書店、2013、ISBN 978-4-265-85047-1
- 『3びきのくまとおんなのこ ゆかいなもりでおおさわぎ』アラン・アルバーグ/文、ジェシカ・アルバーグ/絵、岩崎書店、2013、ISBN 978-4-265-85045-7
- 『モラッチャホンがきた！』ヘレン・ドカティ/文、トーマス・ドカティ/絵、光村教育図書、2013、ISBN 978-4-89572-857-7
- 『よーし、よし！』サム・マクブラットニィ/文、アイヴァン・ベイツ/絵、光村教育図書、2013、ISBN 978-4-89572-867-6
- 『ルーシーといじめっこ』クレア・アレクサンダー/作、BL出版、2014、ISBN 978-4-7764-0625-9
- 『ないしょのかくれんぼ』ビバリー・ドノフリオ/文、バーバラ・マクリントック/絵、ほるぷ出版、2014、ISBN 978-4-593-50561-6
- 『ピーター』バーナデット・ワッツ/作、BL出版、2014、ISBN 978-4-7764-0646-4
- 『いちにちでいいから』ローラ・ルーク/文、マルク・ブタヴァン/絵、フレーベル館、2014.12、ISBN 978-4-577-04230-4
- 『まっていたてがみ』セルジオ・ルッツィア/作、光村教育図書、2015.1、ISBN 978-4-89572-882-9
- 『いもうとガイドブック』ポーラ・メトカーフ/文、スザンヌ・バートン/絵、少年写真新聞社、2015.5、ISBN 978-4-87981-520-0
- 『そらとぶじゅうたんでせかいいっしゅう』	ステラ・ブラックストーン/文、クリストファー・コー/絵、ほるぷ出版、2015.7、ISBN 978-4-593-50577-7
- 『さあ、しゃしんをとりますよ』ナンシー・ウィラード/文、トミー・デ・パオラ/絵、光村教育図書、2015、ISBN 978-4-89572-876-8
- 『金のおさら』バーナデット・ワッツ/作、BL出版、2015、ISBN 978-4-7764-0716-4
- 『おじいちゃんのコート』ジム・エイルズワース/文、バーバラ・マクリントック/絵、ほるぷ出版、2015、ISBN 978-4-593-50579-1
- 『子うさぎジャックとひとりぼっちのかかし』バーナデット・ワッツ/作、徳間書店、2015、ISBN 978-4-19-864049-1
- 『へんてこたまご』エミリー・グラヴェット/作、フレーベル館、2016、ISBN 978-4-577-04334-9
- 『おじいちゃん、おぼえてる？』フィル・カミングス/文、オーウェン・スワン/絵、光村教育図書、2016、ISBN 978-4-89572-886-7
- 『パパとママのつかいかた』ピーター・ベントリー/文、サラ・オギルヴィー/絵、BL出版、2016、ISBN 978-4-7764-0766-9
- 『ふたりはバレリーナ』バーバラ・マクリントック/作、ほるぷ出版、2016、ISBN 978-4-593-50586-9
- 『ちいさなゆきかきブルドーザープラウくん』ローラ・カーラー/文、ジェイク・パーカー/絵、岩崎書店、2016、ISBN 978-4-265-85099-0
- 『きれいずき』エミリー・グラヴェット/作、フレーベル館、2016.11、ISBN 978-4-577-04451-3
- 『ぽちっと あかい おともだち』	コーリン・アーヴェリス/文、フィオーナ・ウッドコック/絵、少年写真新聞社、2017、ISBN 978-4-87981-609-2
- 『としょかんへ ぴょん！ぴょん！ぴょん！』アニー・シルヴェストロ/文、タチアナ・マイ=ウィス/絵、絵本塾出版、2017、ISBN 978-4-86484-122-1
- 『ネルはいぬのめいたんてい』ジュリア・ドナルドソン/文、サラ・オギルヴィー/絵、BL出版、2018、ISBN 978-4-7764-0815-4
- 『へんてこロボ』ミシェル・ロビンソン/文、セルジオ・ルッツィア/絵、光村教育図書、2018、ISBN 978-4-89572-217-9
- 『はつめいだいすき』ピップ・ジョーンズ/文、サラ・オギルヴィー/絵、BL出版、2018、ISBN 978-4-7764-0845-1
- 『だいすきライオンさん』ジム・ヘルモア/文、リチャード・ジョーンズ/絵、フレーベル館、2018、ISBN 978-4-577-04662-3
- ちいさなエリオット マイク・クラトウ/作、マイクロマガジン社
  - 『ちいさなエリオット おおきなまちで』2018、ISBN 978-4-89637-761-3
  - 『ちいさなエリオット ひとりじゃないよ』2018、ISBN 978-4-89637-824-5
  - 『ちいさなエリオット あそびにいこう』2018、ISBN 978-4-89637-834-4
  - 『ちいさなエリオット たまにはとおくへ』2019、ISBN 978-4-89637-854-2

- 『トムがてぶくろおとしたら』ジム・エイルズワース/文、バーバラ・マクリントック/絵、犀の工房、2018、ISBN 978-4-9910063-1-9
- 『シリルとパット ともだちになろう』エミリー・グラヴェット/作、フレーベル館、2019、ISBN 978-4-577-04738-5
- 『ジャックのどきどきモンスター』サム・ズッパルディ/作、光村教育図書、2019、ISBN 978-4-89572-236-0
- 『いっしょにおつかい』	メアリー・チャルマーズ/作、岩波書店、2019、ISBN 978-4-00-112680-8
- 『エミージーンのぼうし』メアリー・チャルマーズ/作、岩波書店、2019、ISBN 978-4-00-112681-5
- 『このままじゃ学校にいけません』ベン・ブラッシェアーズ/文、エリザベス・バーグランド/絵、犀の工房、2019、ISBN 978-4-9910063-2-6
- 『はつめいたいかい』ピップ・ジョーンズ/⽂、サラ・オギルヴィー/絵、BL出版、2020.7、ISBN 978-4776409595
- 『びんにいれたおほしさま』サム・ヘイ/文、サラ・マッシーニ/絵、主婦の友社、2020.8、ISBN 978-4074435425
- 『きっと どこかに』リチャード・ジョーンズ/作、フレーベル館、2020.8、ISBN 978-4577048795
- 『ナナはセラピードッグ』ジュリア・ドナルドソン文、サラ・オギルヴィー絵、BL出版、2021.2、ISBN 978-4776409854
- 『おばあちゃんのたからもの』シモーナ・チラチオ作、光村教育図書、2021.2、ISBN 978-4895722735

### 昔話絵本
- 『かしこいカメのおはなし：アフリカのむかしばなし』フランチェスカ・マーティン/作、ポプラ社、2000、ISBN 4-591-06594-4
- 世界のなぞかけ昔話 ジョージ・シャノン/文、ピーター・シス/絵、晶文社
  - 『どうしてかわかる？』2005、ISBN 4-7949-2655-3
  - 『あたまをひねろう！』2005、ISBN 4-7949-2656-1
  - 『やっとわかったぞ！』2005、ISBN 4-7949-2657-X

- グリム絵本 グリム/原作、バーナデット・ワッツ/作、BL出版
  - 『ラプンツェル』2006.6、ISBN 4-7764-0185-1
  - 『ヘンゼルとグレーテルのおはなし』2006.12、ISBN 4-7764-0207-6
  - 『いばらひめ』2007.6、ISBN 978-4-7764-0239-8
  - 『金のガチョウ』2008.10、ISBN 978-4-7764-0319-7
  - 『うできき4人きょうだい』2009.2、ISBN 978-4-7764-0335-7
  - 『しあわせなハンス』2009.6、ISBN 978-4-7764-0364-7

- 『ひよこのコンコンがとまらない：北欧のむかしばなし』ポール・ガルドン/作、ほるぷ出版、2007、ISBN 978-4-593-50491-6
- アイルランドのむかしばなし トミー・デ・パオラ/再話・絵、光村教育図書
  - 『ジェイミー・オルークとおばけイモ 』2007、ISBN 978-4-89572-660-3
  - 『ジェイミー・オルークとなぞのプーカ』2007、ISBN 978-4-89572-668-9
- 『シンデレラ』バーバラ・マクリントック/再話・絵、岩波書店、2015、ISBN 978-4-00-111249-8

### おさるのジョージの絵本
（ マーガレット・レイ、H・A・レイ/原作、岩波書店 ）
- 『おさるのジョージチョコレートこうじょうへいく』1999、ISBN 4-00-110893-3
- 『おさるのジョージ文いがをみる』1999、ISBN 4-00-110894-1
- 『おさるのジョージこいぬをかう』1999、ISBN 4-00-110895-X
- 『おさるのジョージスキーをする』1999、ISBN 4-00-110896-8
- 『おさるのジョージキャンプにいく』2000、ISBN 4-00-110929-8
- 『おさるのジョージうみへいく』2000、ISBN 4-00-110930-1
- 『おさるのジョージキャンプにいく』2000、ISBN 4-00-110929-8
- 『おさるのジョージうみへいく』2000、ISBN 4-00-110930-1
- ジョージとあそぼう-1 H・A・レイ/作
  - 『かずのほん』2001、ISBN 4-00-110937-9
  - 『のりものだいすき』2001、ISBN 4-00-110936-0
  - 『はんたいことば』2001、ISBN 4-00-110938-7
- ジョージとあそぼう-2 H・A・レイ/作
  - 『いたずらだいすき』2002、ISBN 4-00-110943-3
  - 『はじめてのロケット』2002、ISBN 4-00-110942-5
  - 『ゆかいなさかなつり』2002、ISBN 4-00-110941-7
  - 『うさぎとかくれんぼ』2002、ISBN 4-00-110940-9
- 『おさるのジョージおもちゃやさんへいく』マーサ・ウェストン/絵、2003、ISBN 4-00-110947-6
- 『おさるのジョージハロウィーン・パーティーにいく』マーサ・ウェストン/絵、2003、ISBN 4-00-110946-8
- 『おさるのジョージびっくりたんじょうび』マーサ・ウェストン/絵、2006、ISBN 4-00-111101-2
- 『おさるのジョージとしょかんへいく』マーサ・ウェストン/絵、2006、ISBN 4-00-111102-0
- 『おさるのジョージがっこうへいく』	アンナ・グロスニクル・ハインズ/絵、2006、ISBN 4-00-111104-7
- 『おさるのジョージしょうぼうしゃにのる』	アンナ・グロスニクル・ハインズ/絵、2006、ISBN 4-00-111103-9
- 『メリークリスマスおさるのジョージ』キャシー・ハプカ/文、メアリー・オキーフ・ヤング/絵、2007、ISBN 978-4-00-111206-1
- 『おさるのジョージ木をう文よう』モニカ・ペレス/文、アンナ・グロスニクル・ハインズ/絵、2009、ISBN 978-4-00-111105-7
- 『おさるのジョージすいぞくかんへいく』R・P・アンダーソン/文、アンナ・グロスニクル・ハインズ/絵、2009、ISBN 978-4-00-111108-8
- 『おさるのジョージやきゅうじょうへいく』ローラ・ドリスコル/文、アンナ・グロスニクル・ハインズ/絵、2009、ISBN 978-4-00-111107-1
- 『おさるのジョージきょうりゅうはっけん』キャサリン・ハプカ/文、アンナ・グロスニクル・ハインズ/絵、2009、ISBN 978-4-00-111106-4
- 『おさるのジョージ アイスクリームだいすき』モニカ・ペレス/文、メアリー・オキーフ・ヤング/絵、2011、ISBN 978-4-00-111109-5
- 『おさるのジョージピザをつくる』シンシア・プラット/文、メアリー・オキーフ・ヤング/絵、2014、ISBN 978-4-00-111110-1
- 『おさるのジョージどうぶつだいすき』シンシア・プラット/文、メアリー・オキーフ・ヤング/絵、2014、ISBN 978-4-00-111111-8
- 『おさるのジョージねむれないよる』シンシア・プラット/文、メアリー・オキーフ・ヤング/絵、2014、ISBN 978-4-00-111112-5
- 『おさるのジョージはいしゃさんへいく』モニカ・ペレス/文、メアリー・オキーフ・ヤング/絵、2014、ISBN 978-4-00-111113-2
- 『おさるのジョージほんやさんへいく』ジュリー・M.バーティンスキー/文、メアリー・オキーフ・ヤング/絵、2017、ISBN 978-4-00-111114-9
- 『おさるのジョージバスケットボールをする』シンシア・プラット/文、メアリー・オキーフ・ヤング/絵、2017、ISBN 978-4-00-111115-6

### 知識の絵本
- 『ポップコーンをつくろうよ』トミー・デ・パオラ/作、光村教育図書、2004、ISBN 4-89572-642-8
- 『雲をみようよ』	トミー・デ・パオラ/作、光村教育図書、2006、ISBN 4-89572-654-1
- 『クリスマスツリーをかざろうよ』トミー・デ・パオラ作、光村教育図書、2020.10、ISBN978-4895722612
- 『ねことなかよくなろうよ』トミー・デ・パオラ作、光村教育図書、2021.11、ISBN978-4895722636
- 算数がすきになる絵本ロリーン・リーディ/作、大月書店
  - 『たし算たんていだん』2008、ISBN 978-4-272-40621-0
  - 『ひき算マジック』2008、ISBN 978-4-272-40622-7
  - 『かけ算まほうつかい』2008、ISBN 978-4-272-40623-4
  - 『分数だいすき』2008、ISBN 978-4-272-40624-1

- 『こんなふうに作られる!：身のまわり69品のできるまで : 絵解き図鑑』ビル＆ジム・スレイヴィン/⽂、ジム・スレイヴィン/絵、玉川大学出版部、2007、ISBN 978-4-472-40351-4
- 『どうぶつフムフムずかん』マリリン・ベイリー/文、ロミ・キャロン/絵、玉川大学出版部、2009、ISBN 978-4-472-40392-7
- 『イギリスの野の花えほん』ケイト・ペティ/文、シャーロット・ヴォーク/絵、あすなろ書房、2010、ISBN 978-4-7515-2531-9
- 『このほんをなめちゃダメ!：ばいきんがいっぱい』イダン・ベン=バラク/文、ジュリアン・フロスト/絵、PHP研究所、2018、ISBN 978-4-569-78763-3
- どうなってるの？ シリーズ ひさかたチャイルド
  - 『どうなってるの？ きかいのなか：めくって楽しい95のしかけ』コンラッド・メイスン/文、コリン・キング/絵、黒川叔彦/監修、2012、ISBN 978-4-89325-885-4
  - 『どうなってるの？ からだのなか：めくって楽しい57のしかけ』ケイティ・デインズ/文、コリン・キング/絵、黒川叔彦/監修、2012、ISBN 978-4-89325-886-1
  - 『どうなってるの？ きしゃとでんしゃのなか：めくって楽しい64のしかけ』エミリー・ボーン/文、コリン・キング 絵、菅建彦/監修、2013、ISBN 978-4-89325-989-9
  - 『どうなってるの？ うみのなか：めくって楽しい84のしかけ』ケイト・デイヴィス/文、コリン・キング/絵、新江ノ島水族館/監修、2016、ISBN 978-4-86549-055-8
  - 『どうなってるの？ うちゅうとほし：めくって楽しい57のしかけ』ケイティ・デインズ/文、ピーター・アレン/絵、縣秀彦/監修、2018、ISBN 978-4-86549-139-5
  - 『どうなってるの？ 恐竜の世界：めくって楽しい65のしかけ』アレックス・フリス/文、ピーター・スコット/絵、2020.6、ISBN 978-4865492026
  - 『どうなってるの？ ウイルスと細菌：めくって楽しい111のしかけ』サラ・ハル/文、ピーター・アレン/絵、堀川晃菜/監修、2020.10、ISBN 978-4865492279

- 『地球のひみつをさぐる : 楽しいしかけがいっぱい!』クリスチアーナ・ドリオン/文、ビヴァリー・ヤング/絵、縣秀彦/監修、ひさかたチャイルド、2015、ISBN 978-4-86549-041-1
- 『なるほどわかった コンピューターとプログラミング』ロージー・ディキンズ/文、ショー・ニールセン/絵、阿部和広/監修、ひさかたチャイルド、2017、ISBN 978-4-86549-088-6

- 『絵で見てわかる単位とはかりかた』ロージー・ホア/文、ベネディッタ・ジオフレット、エンリカ・ルシーナ/絵、本田祐吾/監修、ひさかたチャイルド、2019、ISBN 978-4-86549-128-9

### 実話をもとにした絵本・伝記絵本
- 『絵かきさんになりたいな』トミー・デ・パオラ/作、光村教育図書、2005、ISBN 4-89572-645-2
- 『ぼくの犬』ジョン・ヘファナン/文、アンドリュー・マクレーン/絵、日本図書センター、2005、ISBN 978-4820598435
- 『9月のバラ』ジャネット・ウィンター/作、日本図書センター、2005、ISBN 978-4820598459
- 『戦争をくぐりぬけたおさるのジョージ：作者レイ夫妻の長い旅』ルイーズ・ボーデン/文、アラン・ドラモンド/絵、2006、ISBN 4-00-110887-9
- 『ママ：ほんとうにあったおはなし』ジャネット・ウィンター/作、小学館、2007、ISBN 978-4-09-726247-3
- 『ニューヨークのタカ ペールメール：ほんとうにあったおはなし』ジャネット・ウィンター/作、小学館、2008.4、ISBN 978-4-09-726289-3
- 『トム』トミー・デ・パオラ/作、光村教育図書、2008.6、ISBN 978-4-89572-676-4
- 『ワンガリの平和の木：アフリカでほんとうにあったおはなし』ジャネット・ウィンター/作、BL出版、2010.1、ISBN 978-4-7764-0382-1
- 『牛をかぶったカメラマン：キーアトン兄弟の物語』レベッカ・ボンド/作、光村教育図書、2010.3、ISBN 978-4-89572-804-1
- 『熱気球はじめてものがたり』マージョリー・プライスマン/作、フレーベル館、2010.11、ISBN 978-4-577-03815-4
- 『かべ：鉄のカーテンのむこうに育って』ピーター・シス/作、BL出版、2010、ISBN 978-4-7764-0434-7
- 『ろばのとしょかん：コロンビアでほんとうにあったおはなし』ジャネット・ウィンター/作、集英社、2011.3、ISBN 978-4-08-781467-5
- 『数字はわたしのことば：ぜったいにあきらめなかった数学者ソフィー・ジェルマン』シェリル・バードー/文、バーバラ・マクリントック/絵、ほるぷ出版、2019、ISBN 978-4-593-10021-7
- 『わたしたちの家が火事です：地球を救おうとよびかけるグレタ・トゥーンベリ』ジャネット・ウィンター/作、鈴木出版、2020、ISBN 978-4-7902-5395-2
- 『虫ガール ほんとうにあったおはなし』ソフィア・スペンサー、マーガレット・マクナマラ/文、ケラスコエット/絵、岩崎書店、2020.4、ISBN 978-4265851652

### 読み物
- ウィスコンシン物語（2〜4） アン・ペロウスキー/作、ウェンディ・ワトソン/絵、渡辺茂男/共訳、ほるぷ出版
  - 『ワインディング・ヴァリー農場：おかあさん アニーの物語』1988、ISBN 4-593-59106-6
  - 『ステアステップ農場：わたし アンナ・ローズの物語』1989、ISBN 4-593-59108-2
  - 『ウィロウ・ウィンド農場：めい ベッツィーの物語』1989、ISBN 4-593-59109-0

- 『りこうすぎた王子』アンドリュー・ラング/文、ロバート・ローソン/絵、岩波書店、2010、ISBN 978-4-00-114165-8
- 『小さな小さな七つのおはなし』リリアン・ムーア/文、高桑幸次/絵、日本標準、2011、ISBN 978-4-8208-0541-0
- 『12種類の氷』エレン・ブライアン・オベッド/文、バーバラ・マクリントック/絵、ほるぷ出版、2013、ISBN 978-4-593-50555-5
- 『イースターのたまごの木』キャサリン・ミルハウス/作、徳間書店、2018、ISBN 978-4-19-864573-1
- 『ホイホイとフムフム：たいへんなさんぽ』マージョリー・ワインマン・シャーマット/文、バーバラ・クーニー/絵、ほるぷ出版、2018、ISBN 978-4-593-10006-4

### マルチメディア
- マルチメディアDAISY図書 (公財）日本障害者リハビリテーション協会[注記 3]
  - 『としょかんライオン』(CD-ROM)ミシェル・ヌードセン/文、ケビン・ホークス/絵、調布デイジー、2013

- わいわい文庫（マルチメディアDAISY図書）伊藤忠記念財団[注記 4]
  - 『あたしもびょうきになりたいな！』フランツ=ブランデンベルク/文、アリキ=ブランデンベルク/絵、偕成社、2018

### バイリンガル絵本
- 『ベンジーとユミのおりがみ = Benji, Yumi, origami!』[注記 5] エミリー・リム・レー/文、ワイルズ一美/絵、AFCC publications、2016

### 点字図書
- 『小さな小さな七つのおはなし』リリアン・ムーア/著、日本ライトハウス[注記 6]、2013

### 研究書
- 『子どもの本の歴史 ー 写真とイラストでたどる』ピーター・ハント/編、さくまゆみこ、福本 友美子、こだまともこ/共訳、柏書房、2001.10、ISBN 4760121404
- 『国際アンデルセン賞の受賞者たち：1956-2002』国際児童図書評議会/編著、さくまゆみこ、福本友美子/共訳、メディアリンクス・ジャパン、2003、ISBN 4-902035-01-4
- 『ベーメルマンス：マドレーヌの作者の絵と生涯』ジョン・ベーメルマンス・マルシアーノ/著、BL出版、2011.3、ISBN 978-4-7764-0442-2

## 主な著書リスト

### 絵本
- 『図書館のふしぎな時間 (未来への記憶)』福本友美子/文、たしろちさと/絵、玉川大学出版部、2019.10、ISBN 978-4-472-05993-3

### 読み物
- 『図書館のトリセツ』福本友美子、江口絵理/共著、講談社、2013、ISBN 978-4-06-218497-7

### 研究書（共編書）
- 『海外で翻訳出版された日本の子どもの本』日本国際児童図書評議会/編・発行、1998.5、ISBN 978-4931212039
- 『国際アンデルセン賞・IBBYオナーリスト受賞図書展リスト』1996年度、1998年度、2000年度、2002年度、2004年度、2006年度、日本国際児童図書評議会
- 『図説 子どもの本・翻訳の歩み事典』子どもの本翻訳の歩み研究会/編、柏書房、2002.5、ISBN 978-4760121892
- 『子どもの本・翻訳の歩み展展示会目録―国際子ども図書館開館記念』社団法人日本国際児童図書評議会「子どもの本・翻訳の歩み展」実行委員会/企画・執筆（共著）、国立国会図書館/編、2000.3、ISBN 978-4875825609
- 「児童文学の歴史」執筆：『新・子どもの本と読書の事典』黒沢浩等/編、ポプラ社、2004
- 「アメリカの絵本／現代」執筆：『絵本の事典』中川素子等/編、朝倉書店、2011
- 『キラキラ読書クラブー子どもの本644冊ガイド』キラキラ読書クラブ[15] /編、日本図書センター、2006.2、ISBN 978-4284700009
- 『キラキラ応援ブックトーク 子どもに本をすすめる33のシナリオ』キラキラ読書クラブ/編、岩崎書店、2009.2、ISBN 978-4265801794
- 『キラキラ子どもブックガイドー本ゴブリンと読もう360冊』キラキラ読書クラブ/編、玉川大学出版部、2012.12、ISBN 978-4472404610
- 『キラキラ読書クラブ 改訂新版ー子どもの本702冊ガイドー』キラキラ読書クラブ/編、住田一夢/絵、玉川大学出版部、2014.11、ISBN 978-4472404986
- 『おすすめ！世界の子どもの本』2018、2019、2020、選書・執筆（共編著）、日本国際児童図書評議会 編集・発行、2018、2019、2021

### 雑誌掲載等
- 月刊『MOE』白泉社
  - 「ハンスとマーガレット　運命の出会いがジョージを生んだ」福本友美子、2001.2

- 月刊『こどもの本』日本児童図書出版協会
  - 「ミネソタにて--カーラン・コレクションと子どもの本の店」福本友美子、こどもの本346号、2004.4
  - 「私の新刊 レトロなおかしさ『さあ、しゃしんをとりますよ』ナンシー・ウィラード/文、トミー・デ・パオラ/絵、福本友美子/訳」福本友美子、こどもの本502号、2015.11
  - 「私の新刊 ぽちっと赤いものって?『ぽちっと あかい おともだち』コーリン・アーヴェリス/文、フィオーナ・ウッドコック/絵、福本友美子/訳」福本友美子、こどもの本531号、2017.12
  - 「私の新刊　クリスマスになぜツリーを飾るの？　『クリスマスツリーをかざろうよ』トミー・デ・パオラ作　福本友美子訳　光村教育図書」福本友美子、こどもの本573号、2020.12

- 年刊『国際子ども図書館の窓』国立国会図書館国際子ども図書館
  - 「ケニアの村に図書館をつくる」福本友美子、国際子ども図書館の窓、2005.3

- 機関紙『こどもの図書館』児童図書館研究会
  - 「ケニアでの図書館づくりから 『アフリカの絵本原画と児童書展』まで」福本友美子、こどもの図書館、2005.12
  - 「ニューヨークの「としょかんライオン」 (特集 翻訳のキモチ)」福本友美子、こどもの図書館、2009.12
  - 「ライオンとプーさんのいる図書館」福本友美子、こどもの図書館、2011.9

- 隔月刊『日本児童文学』日本児童文学者協会
  - 「座談会 「日本の子どもの本、世界を行く」 (特集 日本の子どもの本、世界を行く)」福本友美子、吉田ゆりか、竹内より子 他、日本児童文学572号、2007

- 年刊『この絵本が好き！』別冊太陽編集部
  - 「追悼　渡辺茂男：子ども心を見つめつづけて」2007年版、2007.3
  - 「広がる絵本の世界：アメリカ絵本の黄金時代のはじまり（1940－）」2011年版、2011.3

- 季刊『この本よんで！」JPIC（一般社団法人 出版文化産業振興財団）
  - 「特集 絵本で世界をひとまわり：アメリカ編（前編）」福本友美子、山本由枝、この本読んで！29号、2008
  - 「特集 絵本で世界をひとまわり：アメリカ編（後編）」福本友美子、山本由枝、この本読んで！30号、2008
  - 「絵本の生い立ち」第１回～第8回、2014年夏～2016年春

- 月刊『三田評論』/慶応義塾/編
  - 「三人閑談 素顔のアンデルセンとデンマークの魅力」福本友美子、室井光広、寺田和弘、2005.2
  - 「話題の人 子どもの本の翻訳を続けて 児童文学翻訳家 福本友美子(ふくもとゆみこ)さん」福本友美子、廣瀨真治郎、2016.4

- 「ハートフォードシャーの学校図書センター」福本友美子、『Library & Information Science News』11号、木原正三堂 編集・刊行、1977.6
- 「調布市立図書館の児童奉仕について」福本友美子、『図書館雑誌』1978年6月号、日本図書館協会 編集・発行、1978.6
- 「子どもたちに絵本を読んであげてください（少子化社会 私の提言）」福本友美子、『こども未来』2009年8月号、財団法人こども未来財団 編集・発行、2009
- 「絵を描くことで魂の自由を守り続けた、いのちの絵本」福本友美子、『ビッグイシュー日本版』165号、ビッグイシュー日本 編集・発行、2011
- 「外国児童文学の翻訳の歩み」福本 友美子、カレントアウェアネス/国立国会図書館関西館図書館協力課/編、No308 2011.6.20
- 「翻訳絵本のことば」福本友美子、平成23年度児童文学連続講座講義録「児童文学とことば」国立国会図書館国際子ども図書館 編集・発行、P63-P83、2012.10[16]
- 「父の教え」福本友美子、産経新聞2013年5月22日
- 「座談会 赤ちゃん絵本の現状と魅力 (特集 赤ちゃん絵本とブックスタート)」中村 柾子、福本 友美子、関谷 裕子 他、絵本bookend/絵本学会機関誌編集委員会 編、2015
- 「私と子どもの本110回　動物好きにはたまらない『はるかなるわがラスカル』」福本友美子、『子どもの本だより』2016年9月10月号、徳間書店 編集・発行、2016
- 「夢中になって読んだ本」福本友美子、『季刊　トライホークス』48号、三鷹の森ジブリ美術館 編集・発行、2017
- 「Hotline　図書館員って！」福本友美子、『子どもと読書』2020年9・10月号、親子読書地域文庫全国連絡会 編集・発行、2020

### 注記
1. ↑  子どもの本・翻訳の歩み展、2020年5月30日閲覧。
2. ↑  社団法人日本国際児童図書評議会「子どもの本・翻訳の歩み展」実行委員会/企画・執筆、国立国会図書館/編、2000.3 ISBN 978-4875825609
3. ↑  DAISYライブラリー、2020年6月1日閲覧。
4. ↑  わいわい文庫 、2020年6月1日閲覧。
5. ↑   絵本とブックアート 、2020年6月1日閲覧。
6. ↑  社会福祉法人 日本ライトハウス 、2020年6月1日閲覧。